# Сперони, Хулиан
Хулиа́н Мари́я Сперо́ни (исп. Julián Maria Speroni; 18 мая 1979, Буэнос-Айрес) — аргентинский футболист, вратарь.

## Клубная карьера
В 1997 году Хулиан был зачислен в футбольную академию «Платенсе», в которой провёл три года. За это время он сумел реализовать свой потенциал молодёжного футболиста, который перерос в уровень профессионала. Хулиан уже к 2000 году соответствовал уровню первой команды клуба, потому подписание контракта с игроком прошло в самый короткий срок. После начала профессиональной карьеры Хулиан провёл в «Платенсе» лишь сезон, в течение которого не сыграл ни одного матча.

### Данди
В 2001 году его продали в шотландский «Данди», с которым он начал полноценную карьеру в футболе на профессиональном уровне. Первую часть сезона Сперони провёл в предварительной подготовке и повышении своего уровня квалификации. С течением времени он завоевал место первого вратаря команды, которое более не отдавал никому другому. За три года выступлений в «Данди» Хулиан Сперони сыграл 92 матча.

### Кристал Пэлас
В 2004 году аргентинского голкипера приобрёл английский «Кристал Пэлас». За короткий срок ему удалось влиться в команду, где он периодически получал возможность выступать на позиции первого вратаря. В дальнейшем он стал ключевым стражем ворот в «Кристал Пэлас». В период с 2004-го по 2013 год Хулиан Сперони вышел на поле в 284 матчах клуба. В сезоне 2012/13 добился со своей командой повышения в классе, обыграв в финале Плей-офф за выход в Премьер-лигу клуб «Уотфорд».
В мае 2019 года было объявлено, что Хулиан Сперони покинет «Кристал Пэлас» в конце сезона 2018/19 после 15 лет  в клубе.